# آندریا فرتی (بازیکن فوتبال، زاده ۱۹۸۶)
آندریا فرتی (انگلیسی: Andrea Ferretti؛ زادهٔ ۱۸ سپتامبر ۱۹۸۶) بازیکن فوتبال اهل ایتالیا است.
از باشگاه‌هایی که در آن بازی کرده‌است می‌توان به باشگاه فوتبال کارپی، باشگاه فوتبال اسپتزیا، باشگاه فوتبال پارما، باشگاه فوتبال اسکانتورپ یونایتد، باشگاه فوتبال چزنا، و باشگاه فوتبال کاردیف سیتی اشاره کرد.